# George Edward Pickett

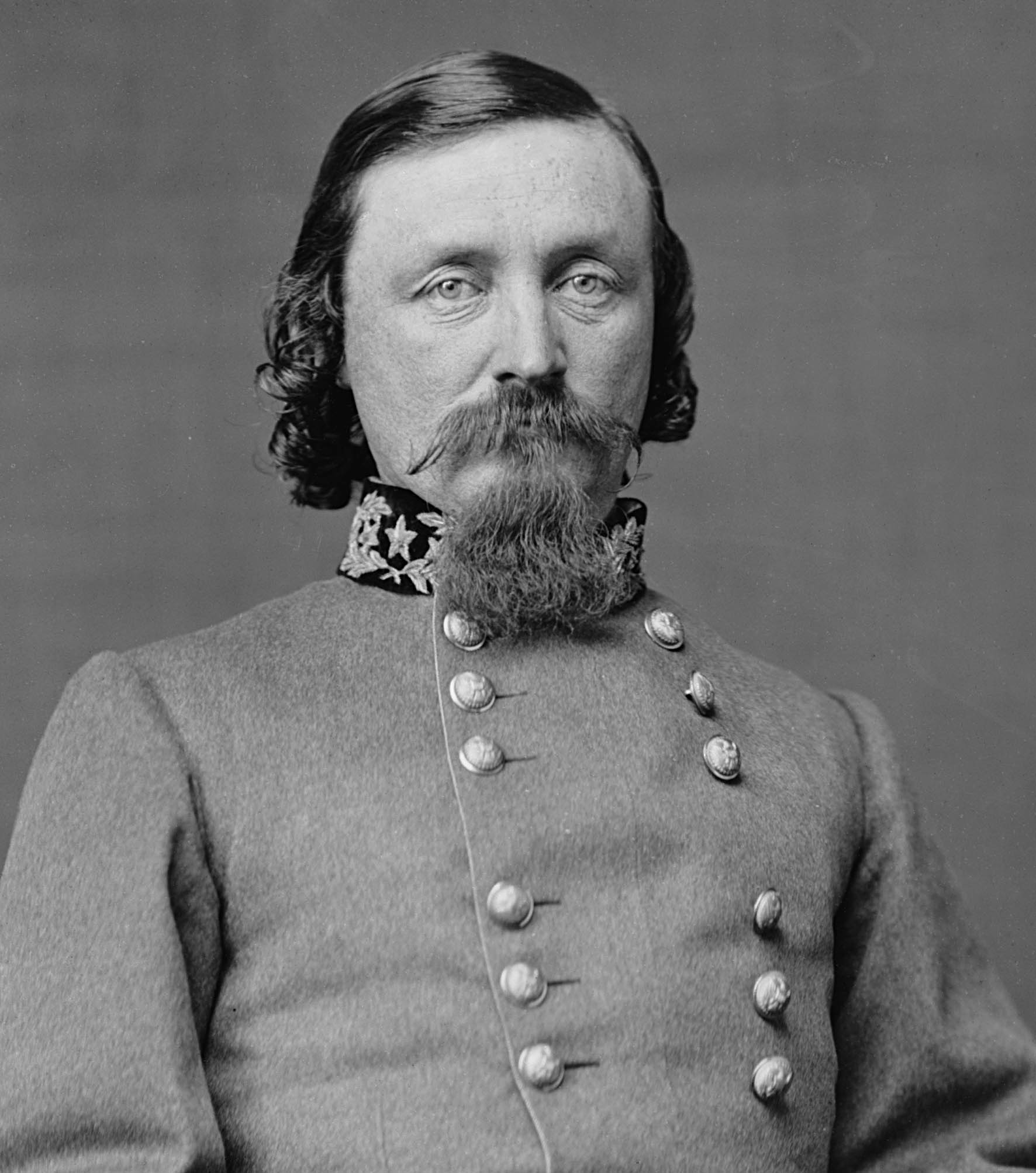
George Edward Pickett.

George Edward Pickett, född 16 januari 1825 i Richmond, Virginia, död 30 juli 1875 i Norfolk, Virginia, var en amerikansk militär och general i Amerikas konfedererade stater.
Pickett utexaminerades från militärakademin i West Point på 59:e och sista plats år 1846 och kommenderades till 2. infanteriregementet. Han förflyttades senare till 7. infanteriregementet och 8. infanteriregementet, i vilket han tjänstgjorde under mexikanska kriget.
Titulärt befordrades han till löjtnant för sina insatser vid Contreras och Churubusco och till kapten efter slaget vid Chapultepec. Han fick senare permanent löjtnants- och kaptensbefattningar.
Den 25 juni 1861 begärde Picket avsked och anslöt sig till Virginias delstatstrupper som överste. Han utnämndes till brigadgeneral den 14 januari 1862 och ledde en brigad under Peninsulakampanjen. Efter att ha blivit allvarligt sårad vid Gaines Mill kunde han återgå i tjänst inför invasionen av Maryland och utnämndes till generalmajor den 10 oktober 1862.
Vid slaget vid Gettysburg den 3 juli 1863 inledde Picketts division anfallet mot nordstatscentern vid Cemetery Ridge, men anfallet misslyckades och förlusterna var enorma.
Han utnämndes till chef för Virginias och North Carolinas militärområden, inklusive försvaret av Petersburg. Han fick oförtjänt skulden för att Petersburg fick ges upp efter nordstatsarméns anfall 1 april 1865. 
Pickett arbetade efter kriget inom försäkringsbranschen i Norfolk.